# Queerteori
Queerteori är ett samlingsnamn för kritiska perspektiv på sexualitet. Även om det inte är någon enhetlig teoribildning, finns vissa gemensamma utgångspunkter. En sådan är att "betrakta sexualiteter som socialt, historiskt och geografiskt konstruerade". Gemensamt är också studerandet av föreställningar om normalitet och avvikelse.
Till skillnad från den tidigare homosexualitetsforskningen, som kartlade homosexuellas liv och erfarenheter, betraktar queerteoretiker sexualiteten i ett bredare perspektiv. De vänder blicken från "de avvikande" och frågar sig i stället hur normer kring sexualitet uppstår, upprätthålls och förändras samt hur detta hänger samman med makt. Queerteoretiker är mindre intresserade av att skapa exakta definitioner av olika sexualiteter än att undersöka hur sexualitet "organiseras, regleras och upplevs" samt dess mångtydiga och svårgripbara karaktär och funktion i samhället.  
Queerteoretiker anser inte att det finns någon naturlig sexualitet. Begreppen "man" och "kvinna" anses inte heller ha någon oföränderlig, enhetlig innebörd.  Centralt inom queerteorin är att studera heteronormen, dvs. den norm enligt vilken det enbart finns två tydligt åtskilda kön (män och kvinnor) som kompletterar och begär varandra.
En viktig utgångspunkt för den queerteori som utgår från Judith Butler är betonandet av att allt är socialt konstruerat. Den kritiserar uppdelandet av biologiskt kön och socialt genus, där det sociala genuset blir en följd av det biologiska könet. Istället betonas att uppfattningen av det fysiska alltid beror på den diskurs i vilken samhället talar om verkligheten och så också skapar verkligheten i två kategorier.[källa behövs]

## Ursprung och företrädare
Queerteorin har sina rötter i fransk poststrukturalism, lesbisk feministisk teori och gaystudier. Viktiga influenser är också Jaques Derridas tankar om dekonstruktion och Michel Foucaults förståelse av makt, kunskap och diskurs.
Begreppet queerteori myntades av filmvetaren Teresa de Lauretis på en konferens om homosexuell forskning 1990. de Lauretis ville med begreppet bland annat ifrågasätta homosexualitetsforskningens syn på lesbiska och bögar som enhetliga, stabila identitetskategorier. Tidiga verk som kopplas till queerteorins födelse är också Gender Trouble av Judith Butler och Epistemology of the Closet av Eve Kosofsky Segwick, båda utgivna 1990.
I Sverige introducerades queerteori 1996 i ett temanummer av tidskriften lambda nordica. Företrädare för begreppet i en svensk kontext är bland andra Tiina Rosenberg och Don Kulick.

## Källhänvisningar
1. 1 2 3 4 5 6  Ambjörnsson, Fanny. (2016). Vad är queer?. (2. uppl). Natur & Kultur Akademisk. ISBN 978-91-27-14746-1. OCLC 943217118. https://www.worldcat.org/oclc/943217118. Läst 16 september 2020
2. 1 2 3 4  Rosenberg, Tiina.. Queerfeministisk agenda. ISBN 978-91-7389-865-2. OCLC 848264190. https://www.worldcat.org/oclc/848264190. Läst 16 september 2020
3. ↑  Ohlsson Sandahl, Frida.. Inkludera. (2 uppl). ISBN 978-91-87003-23-3. OCLC 1063940014. https://www.worldcat.org/oclc/1063940014. Läst 16 september 2020